# Simulacron-3
Simulacron-3 (publicat sub titlul Counterfeit World în Marea Britanie) este un roman științifico-fantastic scris de Daniel F. Galouye. A fost publicat la 1 ianuarie 1964 de către editura Bantam. Romanul a fost adaptat ca Welt am Draht (1973), Etajul 13  (1999) sau ca piesa de teatru World of Wires (2012). Simulacron-3 este printre primele opere literare care descriu o realitate virtuală.

## Prezentare
Simulacron 3 este povestea unui oraș virtual (simulator total de mediu) pentru cercetarea pieței, dezvoltat de un om de știință pentru a reduce nevoia de sondaje de opinie. Simularea urbană generată de calculator este atât de bine programată încât, deși locuitorii au propria lor conștiință, ei nu știu, cu excepția unuia, că sunt doar impulsuri electronice într-un computer.
Omul de știință care a creat simulatorul, Hannon Fuller, moare într-un mod misterios și un coleg, Morton Lynch, dispare. Protagonistul, Douglas Hall, este împreună cu Lynch când acesta dispare, iar Hall încearcă să-și înăbușe nebunia. Pe măsură ce timpul și evenimentele se desfășoară, el descoperă progresiv ca nici lumea sa nu este (probabil) "reala" și ar putea fi doar o simulare generată de calculator.

## Lucrări similare
În literatură, povestea lui Frederik Pohl "The Tunnel under the World" ("Tunelul de sub lume", 1955) se ocupă de teme precum filosofia și critica satirică a cercetării de piață, deși în povestirea lui Pohl realitatea simulată descrisă este mecanică, un model la scară complicat în care conștiința locuitorilor se află într-un computer, în loc să fie doar electronică. Povestea lui Philip K. Dick "Time Out of Joint" ("Timpul dezarticulat", 1959) prezintă un om care nu știe că își trăiește viața într-un oraș simulat fizic până când schimbările în realitatea lui (aparentă) încep să se manifeste.
Trilogia de filme Matrix (1999) descrie o lume în care oamenii nu sunt conștienți de faptul că lumea care conține mințile lor este o realitate virtuală simulacru.
The Plagiarist (2011) de Hugh Howey este o povestire care se ocupă de teme și idei similare.
Filmul Levels (2024) prezintă lumi simulate pe mai multe nivele (o infinitate?).

## Ecranizări
Romanul a fost adaptat de mai multe ori: ca filmul german de televiziune în două părți Welt am Draht (1973) (Lumea pe un fir), de Rainer Werner Fassbinder, film care a "rămas în mod rezonabil credincios cărții lui Galouye," ca filmul The Thirteenth Floor (Etajul 13, 1999) regia Josef Rusnak și ca piesa de teatru World of Wires (Lumea pe un fir, 2012) regizată de Jay Scheib.

## Legături externe
- en  Istoria publicării lucrării Simulacron-3 la Internet Speculative Fiction Database
- Thirteenth Floor, The la Internet Movie Database
- Welt am Draht la Internet Movie Database
- The Simulation Argument

## Vezi și
- Ipoteza simulării
- Realitate simulată
- Realitate simulată în ficțiune
- 1964 în literatură
- 1964 în științifico-fantastic (fr) (de)